# Úmyslovice
Úmyslovice (en allemand : Aumislowitz) est une commune du district de Nymburk, dans la région de Bohême-Centrale, en République tchèque. Sa population s'élevait à 318 habitants en 2020.

## Géographie
Úmyslovice se trouve à 8,5 km à l'ouest de Městec Králové, à 10 km à l'est-nord-est de Nymburk et à 55 km à l'est-nord-est de Prague.
La commune est limitée par Netřebice et Činěves au nord, par Velenice à l'est, par Senice au sud-est, par Okřínek au sud-ouest et par Kouty à l'ouest.

## Histoire
La première mention écrite de la localité date de 1291.

## Administration
La commune se compose de deux quartiers :
- Ostrov
- Úmyslovice

## Transports
Par la route, Úmyslovice se trouve à 11 km de Městec Králové, à 13 km de Nymburk et à 68 km de Prague.